# Liberto

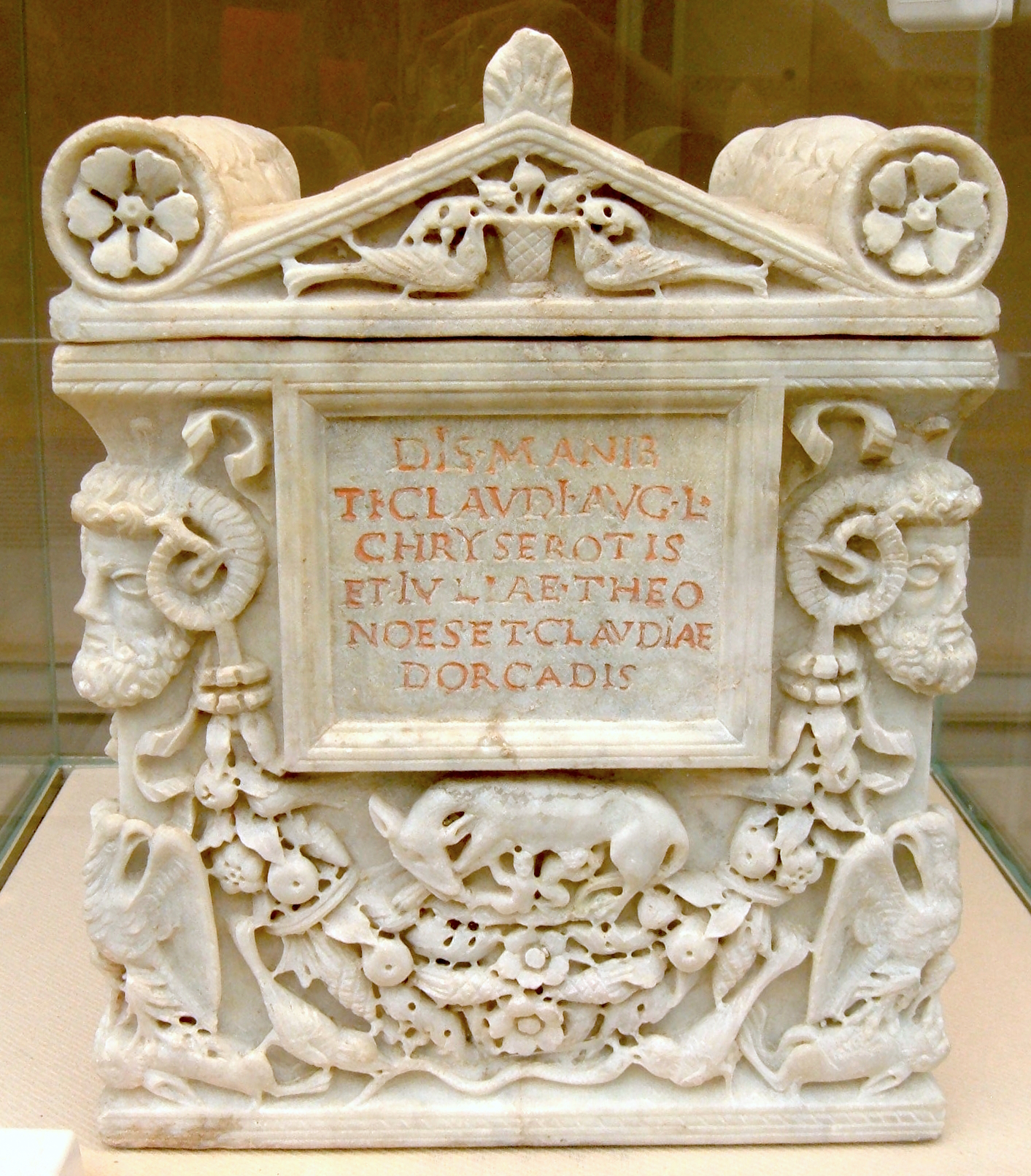
Urna cineraria di un liberto e della sua famiglia, conservata al Museo Nazionale Romano di Roma.

Un liberto è una persona precedentemente schiavizzata che è stata liberata dalla condizione di schiavitù, generalmente tramite mezzi legali.
Storicamente, per esempio negli Stati Uniti pre-guerra civile, gli schiavi venivano liberati per manomissione (libertà garantita dal proprio padrone o proprietario) o emancipazione (libertà garantita come parte di un gruppo più ampio). Uno schiavo che fuggiva illegalmente rientrava invece nei fuggitivi.
Nella Roma antica, in particolare, un liberto era uno schiavo affrancato che generalmente continuava a vivere nella casa del patronus e aveva nei suoi confronti doveri di rispetto e obblighi di natura economica.

## Lostatus libertatis
Gli uomini liberi erano o ingenui (condizione giuridica e sociale di chi era nato libero, ovvero di chi, essendo nato da padre libero, era perciò libero lui stesso) o liberti. I liberti erano quelle persone che erano state liberate dalla servitù legale (qui ex justa servitute manumissi sunt, Gaio, I, 11).
Uno schiavo affrancato era libertus (cioè liberatus) nei confronti del suo padrone; rispetto alla classe alla quale apparteneva dopo l'affrancamento, era un libertinus. Svetonio aggiunge, infine, un particolare sullo stato di libertinus:
(Svetonio, Augustus, 74.)

## L'affrancamento
C'erano vari modi di ottenere la manumissio:
1. manumissio per vindictam: un assertor in libertatem dello schiavo, d'accordo con il padrone, contestava a quest'ultimo il diritto di proprietà davanti al magistrato e, fattoselo assegnare, gli poneva sulla testa un bastone (vindicta) e lo chiamava libero, pronunciando la frase «hunc hominem ex iure Quiritium meum esse aio secundum suam causam», alla quale il padrone rispondeva hunc hominem liberum esse volo.
2. manumissio censu: il praetor faceva iscrivere lo schiavo nelle liste dei censori come cittadino romano.
3. manumissio testamento: affrancamento mediante un atto di ultima volontà, che scioglievano l'affrancato da qualsiasi obbligo nei confronti dell'antico padrone.[1]

Lo ius praetorium introdusse nuove forme di manumissio:
1. manumissio inter amicos: dichiarazione fatta in presenza di amici di voler liberare lo schiavo;
2. manumissio per epistulam: lettera con la quale il padrone comunicava allo schiavo la sua intenzione di affrancarlo;
3. manumissio per mensam: invito che il padrone faceva allo schiavo di unirsi al banchetto, con la manifesta intenzione di affrancarlo. Vi si doveva leggere una formula simile: "Stichuus servus meus liber esto".

Se lo schiavo liberato aveva più di 30 anni, se era di proprietà quiritaria del suo padrone, se era liberato in forma appropriata (legitime, juxta et legitima manumissione), egli diventava un civis Romanus: se anche solo una di queste condizioni mancava, allora diventava un latinus, e in alcuni casi solo un peregrinus dediticius.

### Manumissio
Era la rinuncia del padrone alla potestà che egli aveva sullo schiavo. Il termine che designava la potestas nell'antichissimo diritto era appunto manus, anche se giuridicamente era conosciuta come dominica potestas. Con la manumissio, come osserva Ulpiano, si creavano tre tipi di Liberti: i Cives Romani, i Latini Juniani, e i Dediticii. Originariamente, gli schiavi erano liberati in modo da non diventare cives Romani e pertanto restavano ancora schiavi; ma il pretore li prese sotto la sua protezione e mantenne la loro libertà, benché non potesse renderli cives Romani. La Lex Iunia Norbana disciplinò la posizione equivoca degli schiavi manomessi già contemplata nel diritto onorario.
Gaio Giunio Norbano, console romano, è ancor oggi ricordato per essere stato l'estensore della Lex Iunia Norbana: con questa legge, per la prima volta nella storia dell'umanità, ad uno schiavo veniva riconosciuta la possibilità di diventare un uomo libero, sia pure con alcune limitazioni. a Lex Junia Norbana conferì infatti agli schiavi uno status sociale limitato, che si esprimeva con la locuzione Latini Juniani: erano chiamati Latini, dice Gaio, perché erano messi allo stesso livello dei Latini Coloniarii, e Juniani perché la Lex Junia dava loro la libertà, invece prima erano schiavi ex jure Quiritium.
I Latini Juniani avevano alcune incapacità particolari: la Lex Junia non dava loro il potere di fare testamento, né di acquisire proprietà per testamento, né di essere nominati tutores in un testamento. Essi non potevano ricevere eredità né come heredes né come legatarii, ma potevano ricevere eredità come fideicommissum (Gaio, I, 24). Tale limitazione verrà tolta dall'imperatore Giustiniano. I figli dei liberti erano ingenui (liberi), ma non potevano avere diritti nobiliari; i discendenti dei liberti erano talvolta insultati per le loro origini servili. Solo la terza generazione dei discendenti dei liberti erano uomini liberi.

## I rapporti con ilpatronus
Dopo la manumissio, il padrone (dominus) diventava patronus, cioè protettore del liberto. Il nuovo vincolo comportava l'obbligo reciproco degli alimenti, l'obbligo di prestazioni gratuite di manodopera da parte del liberto (operae) e altre cose che in sostanza si presentavano come anticamera dei medievali rapporti di servaggio. I doveri del liberto prevedevano anche l'obsequium (deferenza verso il patronus includente anche la salutatio mattutina) e i bona (il diritto di successione del patronus se il liberto muore senza figli dopo la manomissione). Per il liberto ingrato era prevista la revocatio in servitutem (riconduzione in schiavitù), mentre il patronus poteva essere privato dei suoi diritti patronali se veniva meno agli obblighi alimentari verso il liberto, se lo accusava di un delitto capitale o se voleva ottenere guadagni dalle operae del liberto stesso.
Lo Stato comunque temeva un'eccessiva liberazione di schiavi, perché sapeva bene che essi avrebbero ingrossato la massa della plebe, il cui mantenimento gravava sulla pubblica annona. Di qui la limitazione al 5% del totale posseduto, nonché il divieto di liberare schiavi sotto i 18 anni o il divieto di riscattarsi prima dei 30. Un'altra limitazione era che i padroni al di sotto dei ventun anni non potevano liberare schiavi.

## I diritti deiliberti
Il liberto poteva svolgere attività economiche indipendenti, ma il padrone poteva esigere sempre delle corvées sui suoi terreni o nella sua abitazione, oppure pretendere dei doni in occasione di festività.
Generalmente, i liberti continuavano ad abitare presso la casa padronale e venivano ammessi alla distribuzione gratuita di frumento, alimenti vari, denaro.
Augusto arrivò ad autorizzare i matrimoni tra liberi e liberti. Tiberio diede la cittadinanza ai liberti pompieri antincendio, a condizione che si arruolassero nell'esercito. Claudio concesse la cittadinanza ai liberti che coi loro risparmi avessero armato le navi commerciali. Nerone attribuì la cittadinanza a quelli che avessero impiegato capitali nell'edilizia e Traiano a quelli che avessero aperto dei forni.
In certe circostanze l'affrancamento dello schiavo è deciso dall'autorità pubblica: il patronus viene allora indennizzato. Il liberto non gode del ius honorum, cioè dell'accesso alle magistrature. La restitutio natalium (restituzione dei diritti di nascita) è una decisione dell'imperatore presa con il consenso del patronus: essa comporta l'estinzione dei diritti del patronus. Da molti documenti epigrafici sappiamo poi che in molte città esistevano collegi di Augustales, composti da liberti, con il compito di organizzare giochi o sacrifici.
Nell'onomastica il liberto prende il praenomen e nomen gentilicium del patronus; il cognomen è il suo vecchio nome da schiavo. Prima del cognomen è indicato, al genitivo, il praenomen del suo ex-padrone che è diventato suo patronus, seguito dalla parola libertus, abbreviato in l(ibertus) o lib(ertus). Per esempio, Caius Iulius C. lib(ertus) Hermes è il liberto di C. Iulius che, da schiavo, si chiamava Hermes.
Si conoscono rinomati liberti: Antonia Filematio, al servizio degli Antoni nel 13 a.C., capace di fare affari in Egitto; G. Cecilio Isidoro che nell'8 a.C. possedeva enormi latifondi e 4116 schiavi; Roscio, commediante, che ricevette da Silla l'alta onorificenza dell'anello d'oro; Narciso e Pallante furono arbitri di molte carriere militari e politiche; Mena la cui superbia fu schernita dal poeta Quinto Orazio Flacco (epodo IV); Orazio stesso era figlio di un liberto, esattore di aste pubbliche; nel Satyricon di Petronio il personaggio di Trimalcione che vanta l'acquisizione di grandi ricchezze aumentate poi con il prestito di denaro ad usura; Epafrodito, il ricchissimo segretario di Nerone; il filosofo Epitteto, già schiavo di Epafrodito stesso; Marcia, la concubina di Commodo. Il padre dell'imperatore Diocleziano era un liberto greco-illirico, scriba di un senatore.